# Paradigmenwechsel
Der Ausdruck Paradigmenwechsel wurde 1962 von Thomas S. Kuhn geprägt und bezeichnet in dessen wissenschaftstheoretischen und wissenschaftshistorischen Schriften unter anderem den Wandel grundlegender Rahmenbedingungen für einzelne wissenschaftliche Theorien, z. B. Voraussetzungen „in Bezug auf Begriffsbildung, Beobachtung und Apparaturen“, die Kuhn als Paradigma bezeichnet.
Die Präzisierung des kuhnschen „Paradigma“-Begriffes ist ebenso wie seine systematischen Thesen und seine historischen Analysen nach wie vor strittig.
In der Umgangssprache wird von „Paradigmenwechsel“ häufiger in unspezifischerem Sinne gesprochen; dann sind entweder für besonders wichtig gehaltene wissenschaftliche Entwicklungen gemeint oder beispielsweise ein Wechsel der Lebenseinstellung (etwa grundlegende Werte betreffend) oder auch Umbrüche in anderen lebensweltlichen oder fachlichen Zusammenhängen.

## Kuhns Inkommensurabilitätsthese

### Struktur der wissenschaftlichen Revolutionen
Kuhn geht nach üblicher Darstellung davon aus, dass nur innerhalb eines bestimmten Paradigmas einzelne wissenschaftliche Theorien und Hypothesen hinsichtlich ihrer Erklärungskraft überprüft und verglichen werden können (sogenannte Inkommensurabilitätsthese). Daher ist für Kuhn der Übergang von einem Paradigma zu einem anderen keine Frage besserer rationaler Argumente oder besserer empirischer Belege. Denn es sei vom jeweiligen Paradigma abhängig, welche theoretischen Begriffe den empirischen Befund überhaupt erfassen, welche methodischen Voraussetzungen und welche Dispositionen dafür gelten, was als relevante Daten mittels welcher Arten von Beobachtungen überhaupt in den Blick kommt.
Kuhn beobachtete, dass der Falsifikationismus, der den Theoriefortschritt logisch zwangsläufig erscheinen lässt, dem normalen Wissenschaftsbetrieb nicht entspricht. In der Praxis unterziehen die Wissenschaftler ihre Theorien nicht einer täglichen Überprüfung, vielmehr orientieren sie sich an einer eingeübten Forschungspraxis, die Kuhn „Paradigma“ nannte. Wenn einem Wissenschaftler die Lösung im Rahmen der Paradigma der gängigen Lehrbuchwissenschaft nicht gelingt, zweifelt die Gemeinde der Fachvertreter an der Fähigkeit des Wissenschaftlers und nicht an der herrschenden Theorie. Neue Theorien entstehen daher nicht automatisch, sobald man an die Grenzen der herrschenden Theorie stößt, sondern zeigen sich als Entwürfe Einzelner die von der Mehrzahl der Fachvertreter abgelehnt werden. Bei der Durchsetzung der neuen Theorie zum neuen Paradigma spielen nach Kuhn oft außerwissenschaftliche Faktoren, wie der Generationswechsel, bei der die Vertreter der alten Theorie emeritieren oder aussterben, eine Rolle. Die berühmten Experimente, die dann nach den neuen Lehrbüchern den Theoriewechsel notwendig gemacht haben, sind immer erst nach dem Theorieentwurf durchgeführt worden.

### Rezeption
Unabhängig von der Darstellung war und ist Kuhns Inkommensurabilitätsthese Gegenstand bis heute anhaltender wissenschaftstheoretischer und wissenschaftsgeschichtlicher Debatten.
Terence Ball beispielsweise unterscheidet bei Kuhn zwischen der These der perfekten oder strikten Inkommensurabilität, die Kuhn vor allem in Die Struktur wissenschaftlicher Revolutionen vertritt, und der These der nicht-perfekten oder nur teilweisen Inkommensurabilität in späteren Texten. Ball vertritt die These, dass die strikte Inkommensurabilitätsthese den kuhnschen Paradigmenwechsel intern inkonsistent mache, da Theorie und Theorie’ vollkommen unterschiedliche, unvergleichbare Phänomene betrachten. Die Anomalien in T könnten deshalb unmöglich durch T’ erklärt werden, wenn sie im strikten Sinn inkommensurabel wären. Eine Konkurrenz zwischen Paradigmen wäre so nicht möglich. Die partielle Inkommensurabilitätsthese besagt, dass T und T’ zumindest gewisse empirische Phänomene in die jeweils eigene Theorie übersetzen können, bestimmte Bedeutungs-Äquivalente vorhanden sind (man denke an das Übersetzen einer Sprache in die andere), und so Anomalien in T durch T’ erklärt werden können.
Kuhn formulierte 1976, dass er mit Inkommensurabilität im Gegensatz zur Auffassung der meisten seiner Leser nicht gemeint habe, dass Theorien nicht vergleichbar wären, sondern dass er sich auf Inkommensurabilität im mathematischen Sinn bezog. Diese Äußerung wird in der Sekundärliteratur u. a. als ein „Verrat“ Kuhns selbst seiner „besten früheren Einsichten“ gewertet oder zumindest als Resultat einer „linguistischen Wende“ Kuhns oder als unbefriedigende Andeutung, da Kuhn nicht erkläre, wie dann ein Vergleich überhaupt zustande kommen könnte, auch die mathematische Analogie sei „nicht sehr einleuchtend“, weil wir schlicht „nichts mit den reellen Zahlen Vergleichbares“ haben, „was man als Vergleichsbasis zwischen zwei inkommensurablen Entitäten verwenden könnte“.

## Debatte über den Begriff des Paradigmenwechsels

### Reaktionen auf Kuhn
Kuhns Ansatz stellt eine radikale Reaktion auf das Problem der Falsifikation bzw. der Ideen des Falsifikationismus (und auch des Verifikationismus) dar. Andere Wissenschaftstheoretiker haben versucht, auch in Reaktion auf Kuhn, an Grundideen des Falsifikationismus festzuhalten und dessen Erklärungsschemata weiterzuentwickeln.
Imre Lakatos oder der frühe Paul Feyerabend haben vorgeschlagen, dass es bei der Prüfung von Theorien nicht um Widersprüche zwischen einer in einem einzigen Basissatz ausgedrückten Beobachtungstatsache und einer Theorie gehe, sondern um Widersprüche zwischen Theorien, insb. einer Theorie, welche diese Beobachtung erklärt („Beobachtungstheorie“, „Hintergrundtheorie“), und einer zu prüfenden Theorie. Auf etwaige Erklärungsprobleme könne daher auch rational reagiert werden durch Austausch der „Hintergrundtheorien“, aber Festhalten an einer zu verteidigenden Theorie. Bei Rekonstruktionen wissenschaftsgeschichtlicher Episoden gehe es dann nicht darum, einzelne Theorien zu prüfen, sondern eine bestimmte Serie von Theorien zu analysieren. Eine als zusammenhängend rekonstruierte Theorienabfolge nennt Lakatos „Forschungsprogramm“.
Ein solches Forschungsprogramm schließt dabei u. a. methodologische Regeln ein, wie die Theorie zu entwickeln und ggf. bei einem auftretenden Problem zu schützen ist. Damit eine Theorienabfolge als wissenschaftlicher Fortschritt rekonstruiert werden kann, müssen nach Lakatos folgende Bedingungen erfüllt sein: Eine neuere Theorie T2 sagt Tatsachen voraus, die vom Standpunkt einer früheren Theorie T1 aus nicht erwartet würden („theoretisch progressiv“); solche Hypothesen sind teilweise tatsächlich empirisch bestätigt („empirisch progressiv“); T2 kann erklären, warum T1 sich bisher empirisch bewährte.
Terence Ball versteht den Konflikt zwischen Kuhn und seinen Kritikern als eine Debatte, die „unsere zentralen intellektuellen Werte“ betrifft, nicht nur Epistemologie und theoretische Physik, sondern z. B. auch Sozialwissenschaften, Moralphilosophie und politische Philosophie.

### Begriffliche Alternativen
Innerhalb der Wissenschaftsphilosophie und -geschichte wurden vor und nach Kuhn dieselben oder verwandte Ereignisse oder Episoden, die Kuhn als „Paradigmenwechsel“ beschreibt, mit unterschiedlichen systematisch ausgearbeiteten Resultaten und Methoden und in der Wissenschaftsgeschichte zur Beschreibung von „wissenschaftlichen Revolutionen“, „Theoriendynamik“ oder „Theorienwandel“ angewandten Begrifflichkeiten zu beschreiben versucht. So verwendete bereits Ludwik Fleck 1935 in einer vielrezipierten Studie den Begriff der „Denkstile“.